# Mireille Corbier
Pour les articles homonymes, voir Corbier.
Mireille Corbier (née le 24 mai 1943) est une historienne française, spécialiste de l'antiquité romaine. Elle est directrice de recherche émérite au CNRS et directrice de L'Année épigraphique.

## Biographie
Mireille Corbier (née Groc) est élève de l'École normale supérieure de Sèvres (1962-1966) et agrégée d'histoire. Elle est professeure d'histoire au lycée de Dreux, puis assistante d'histoire ancienne à l'université Paris X-Nanterre de 1967 à 1972. Elle est membre de l'École française de Rome de 1972 à 1975. Elle soutient en 1972 une thèse de 3e cycle intitulée Les responsables sénatoriaux de l'aerarium saturni et de l'aerarium militare sous l'empire (date de publication : 1974)  sous la direction d'André Chastagnol à l'université Paris-IV, puis est nommée au CNRS en 1975. Elle donne des cours d'anthropologie à l'université Paris-VIII.
Elle est membre émérite de la section « Histoire et archéologie des civilisations antiques » du  Comité des travaux historiques et scientifiques et membre de plusieurs sociétés savantes. Elle est notamment membre fondateur de l'Association internationale pour l'étude des inscriptions mineures (Ductus) et membre de son comité scientifique. Elle est Fellow du Gonville and Caius College (Cambridge) (1985) et de St Hilda's College (Oxford) (1996).
Elle dirige depuis 1992 L'Année épigraphique.

## Activités de recherche et éditoriales
Elle publie en 1974 sa thèse sous l'intitulé L'Aerarium Saturni et l'aerarium militare. Administration et prosopographie sénatoriale. Elle est spécialiste d'épigraphie et, plus généralement, de l'écriture dans la Rome antique,.

## Publications
- L'Aerarium saturni et l'aerarium militare. Administration et prosopographie sénatoriale, Rome, École française de Rome, 1974, 792 p.
- Adoption et placement, (Paris, 1999)
- Donner à voir, donner à lire. Mémoire et communication dans la Rome ancienne, CNRS Éditions, Paris, 2006 •  (ISBN 978-2-27106-382-3)
- L'Écriture dans la maison romaine, avec Jean-Pierre Guilhembet, Éditions De Boccard, Paris, 2011 •  (ISBN 978-2-70180-314-2)
- (dir.) Langages et communication : écrits, images, sons, avec Gilles Sauron, coll. « Actes des congrès nationaux des sociétés historiques et scientifiques », Éditions du Comité des travaux historiques et scientifiques, 2017 •  (ISBN 978-2-73550-866-2)

## Récompenses et distinctions
- 1999 :  Chevalier de l'ordre national du Mérite [1].

## Crédit d'auteurs
- (en) Cet article est partiellement ou en totalité issu de l’article de Wikipédia en anglais intitulé « Mireille Corbier » (voir la liste des auteurs).